# MSC Flaminia
MSC Flaminia ist der ehemalige Name eines Containerschiffs des Fondsanbieters Conti Reederei aus Putzbrunn bei München. Bekannt wurde das damals unter der Flagge Deutschlands fahrende Schiff durch eine Brandkatastrophe im Sommer 2012. Widersprüchliche Angaben zu Anzahl und Inhalt der Gefahrgutcontainer auf dem Schiff und die Weigerung mehrerer Staaten, das Schiff einen Nothafen anlaufen zu lassen, hatten zu Kritik in Politik und Öffentlichkeit beim Umgang mit derlei Schiffshavarien geführt.
Bereedert wird das Schiff von der NSB Niederelbe Schiffahrtsgesellschaft, Eigner ist der zur Conti-Gruppe gehörende geschlossene Schiffsfonds Conti 11. Container Schiffahrts-GmbH & Co. KG MS „MSC Flaminia“. Das Schiff war an die Mediterranean Shipping Company (MSC) verchartert, die es in ihren Liniendiensten einsetzte. Seit 2021 fährt das Schiff als CMA CGM San Francisco in Charter der Reederei CMA CGM.
Die NSB Niederelbe Schiffahrtsgesellschaft bot über ihr Reisebüro auf dem Schiff drei Kabinen, zwei Doppel- und eine Einzelkabine, für Frachtschiffreisen an.

## Technische Daten
Das Schiff wird von einem Zehnzylinder-Zweitakt-Dieselmotor mit einer Leistung von 57.100 kW angetrieben. Der Motor, ein MAN B&W 10 K 98 MC-C, der von Hyundai Engine & Machinery Co. in Lizenz gebaut wurde, wirkt auf einen Festpropeller. Das Schiff erreicht damit eine Geschwindigkeit von 25 kn.
Im Bug des Schiffes befindet sich eine Querstrahlsteueranlage mit einer Leistung von 1.500 kW. Sie verfügt über einen Verstellpropeller.
Für die Stromversorgung stehen fünf Generatoren zur Verfügung, davon vier Wärtsilä-Generatoren mit einer Anschlussleistung von jeweils 2625 kVA und ein Caterpillar-Notgenerator mit einer Anschlussleistung von 688 kVA.
An Bord des Schiffes sind Stellplätze für 6.750 TEU bzw. 3.326 FEU vorhanden. Für 500 Kühlcontainer, die an Deck geladen werden können, stehen Anschlüsse zur Verfügung.
Das Schiff ist für den Transport von Gefahrgütern zugelassen. Der Rumpf ist eisverstärkt, das Schiff mit der Eisklasse E klassifiziert.

## Geschichte

### Bau und Inbetriebnahme
Die MSC Flaminia wurde 2001 unter der Baunummer 4073 bei Daewoo Shipbuilding & Marine Engineering in Südkorea gebaut. Die Kiellegung erfolgte am 5. März, der Stapellauf am 26. Mai 2001. Nach einer Bauzeit von fünf Monaten wurde das Schiff am 20. August 2001 abgeliefert und in Dienst gestellt.

### Havarie im Juli 2012
Auf dem Schiff kam es am 14. Juli 2012 auf einer Reise von Charleston nach Antwerpen im Atlantik zu einer Explosion mit anschließendem Brand. 

#### Feuer und Explosion
Das Schiff war im Liniendienst auf dem Weg über den Atlantik von den Vereinigten Staaten nach Europa. Es hatte seine zehntägige Reise im Hafen von Charleston an der US-Ostküste begonnen und war auf dem Weg nach Antwerpen, wo es am 17. Juli ankommen sollte. Die Besatzung der MSC Flaminia bestand zu der Zeit aus 23 Mann: Drei Polen, 15 Philippiner und fünf Deutsche sowie zwei Passagiere, zu deren Nationalität die Reederei keine Angaben machte.
Am Samstag, dem 14. Juli, brach ein Feuer im Laderaum 4 aus. Das Schiff befand sich zu diesem Zeitpunkt zwischen Kanada und Großbritannien rund 1000 Seemeilen vom nächsten Land entfernt auf östlichem Kurs. Bei den Löschversuchen kam es aus noch ungeklärter Ursache zu einer weiteren Explosion. Dabei wurden mehrere Seeleute verletzt. Der Erste Offizier erlag später seinen Verletzungen. Ein weiterer Seemann wird vermisst. Anfang Oktober 2012 starb ein weiterer Seemann der Besatzung infolge der Brandwunden, die er bei dem Unfall erlitten hatte.

#### Rettungsaktion und Bergung
Nach dem offiziellen Hilferuf der MSC Flaminia über Funk löste das Maritime Rescue Coordination Centre (MRCC) der britischen Küstenwache Alarm aus und leitete die Such- und Rettungsaktion ein: Auf den Notrufkanälen 500 kHz und via GMDSS wurden alle in der Nähe befindlichen Schiffe zum Unglücksort beordert. Als nächste Schiffe in Reichweite kamen der Öltanker DS Crown und das Containerschiff MSC Stella der Besatzung zu Hilfe. Der 300.000-Tonnen-Tanker DS Crown gehört zur deutschen Dr.-Peters-Flotte und war zum Zeitpunkt des Hilferufs rund 24 Seemeilen (etwa 45 km) vom Unglücksschiff entfernt. Er hatte den Hilferuf auch direkt gehört und nahm Kontakt mit dem britischen MRCC auf. Die MSC Stella nahm drei Verletzte mit teils schweren Verbrennungen an Bord und nahm Kurs auf die Azoren. Von der portugiesischen Inselgruppe kamen ihr Rettungshubschrauber entgegen. Sie übernahmen die Verletzten und brachten sie auf dem Luftweg in das nächstgelegene Krankenhaus auf den Azoren. Einer der drei verletzten Seeleute wurde in der Intensivstation auf dem portugiesischen Festland behandelt. Die übrigen, unverletzt geretteten Seeleute wurden an Bord der DS Crown in den britischen Hafen Falmouth gebracht.
Am Dienstag, den 17. Juli, traf das von der Reederei NSB umgeleitete Containerschiff Hanjin Ottawa, das sich westlich der Azoren befand, am Unglücksort ein, gab dort den 2. Ingenieur an Bord eines der hilfeleistenden Schiffe und setzte anschließend seine Reise zum Sueskanal fort.
Smit Salvage, die am 16. Juli mit der Bergung des Schiffes beauftragt wurden, schickte zunächst zwei Bergungsschlepper, die Fairmount Expedition der niederländischen Reederei Fairmount Marine und die Anglian Sovereign der britischen Reederei JP Knight, zur Unglücksstelle. Am 18. Juli wurde außerdem der Bergungsschlepper Carlo Magno der italienischen Reederei Augustea zur Unglücksstelle in Marsch gesetzt.
Am 17. Juli ereignete sich eine weitere Explosion an Bord, worauf die Löscharbeiten der inzwischen eingetroffenen Fairmount Expedition unterbrochen werden mussten. Die Anglian Sovereign traf als zweiter Bergungsschlepper am 20. Juli vor Ort ein.
Am Abend des 20. Juli nahm die Fairmount Expedition den Havaristen in Schlepp. Die Anglian Sovereign führte die Maßnahmen zur Brandbekämpfung fort. Die am Abend des 21. Juli beim Schleppzug eingetroffene Carlo Magno blieb zunächst vor Ort, um bei Bedarf eingreifen zu können.
Anfang der 33. Kalenderwoche befand sich der Schleppzug rund 240 Seemeilen von der britischen Küste entfernt auf Warteposition, während an Bord weiter Feuer in einzelnen Containern gelöscht wurden. Später musste sich der Schleppzug wegen einer Wetterverschlechterung auf rund 400 Seemeilen von der Küste entfernen, nachdem keine Genehmigung für das Anlaufen wettergeschützer, küstennaher Gebiete oder eines Nothafens in Irland, Großbritannien, Frankreich oder Spanien erteilt wurde.

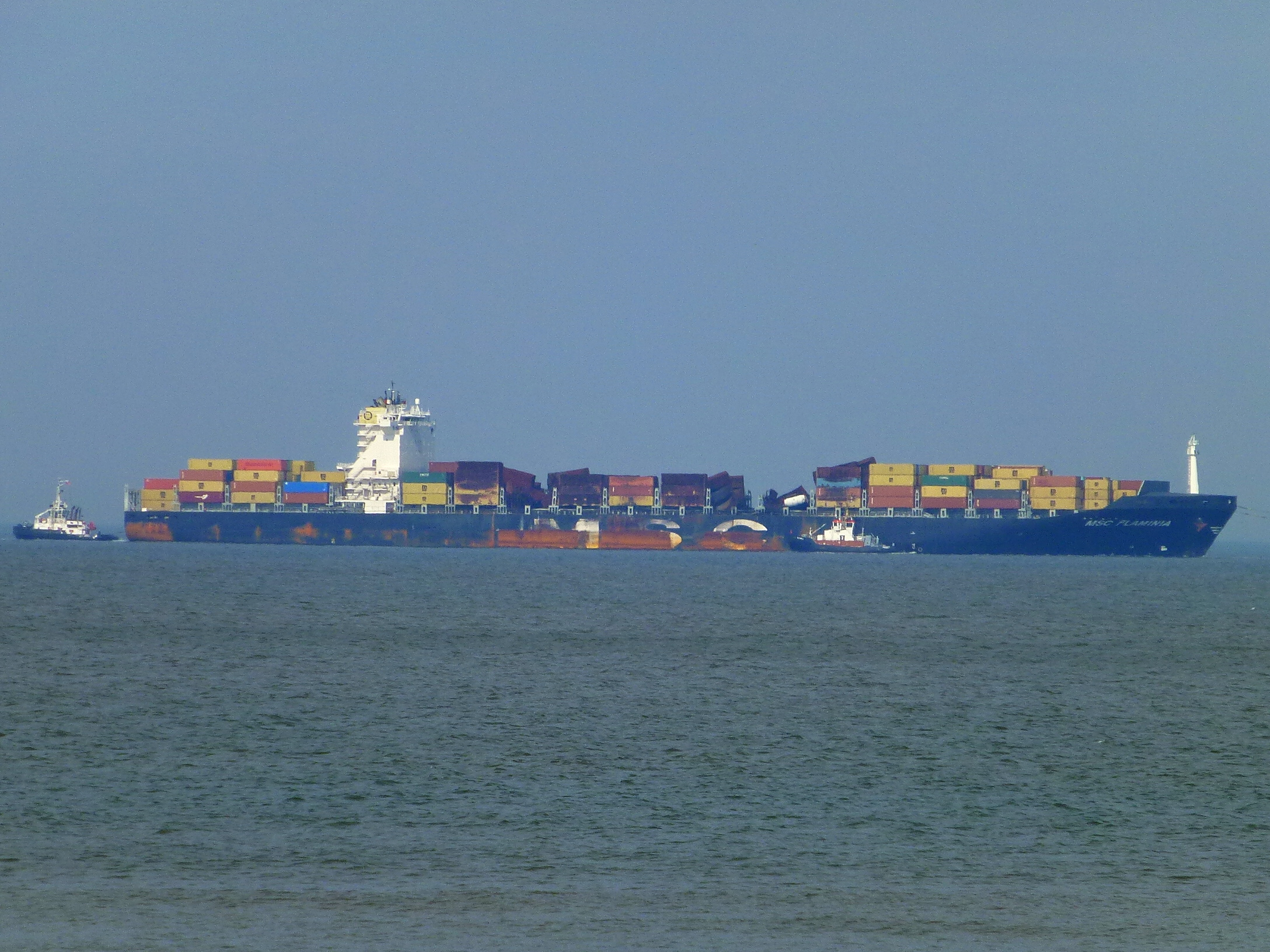
MSC Flaminia wird vor Wangerooge in Richtung Wilhelmshaven geschleppt

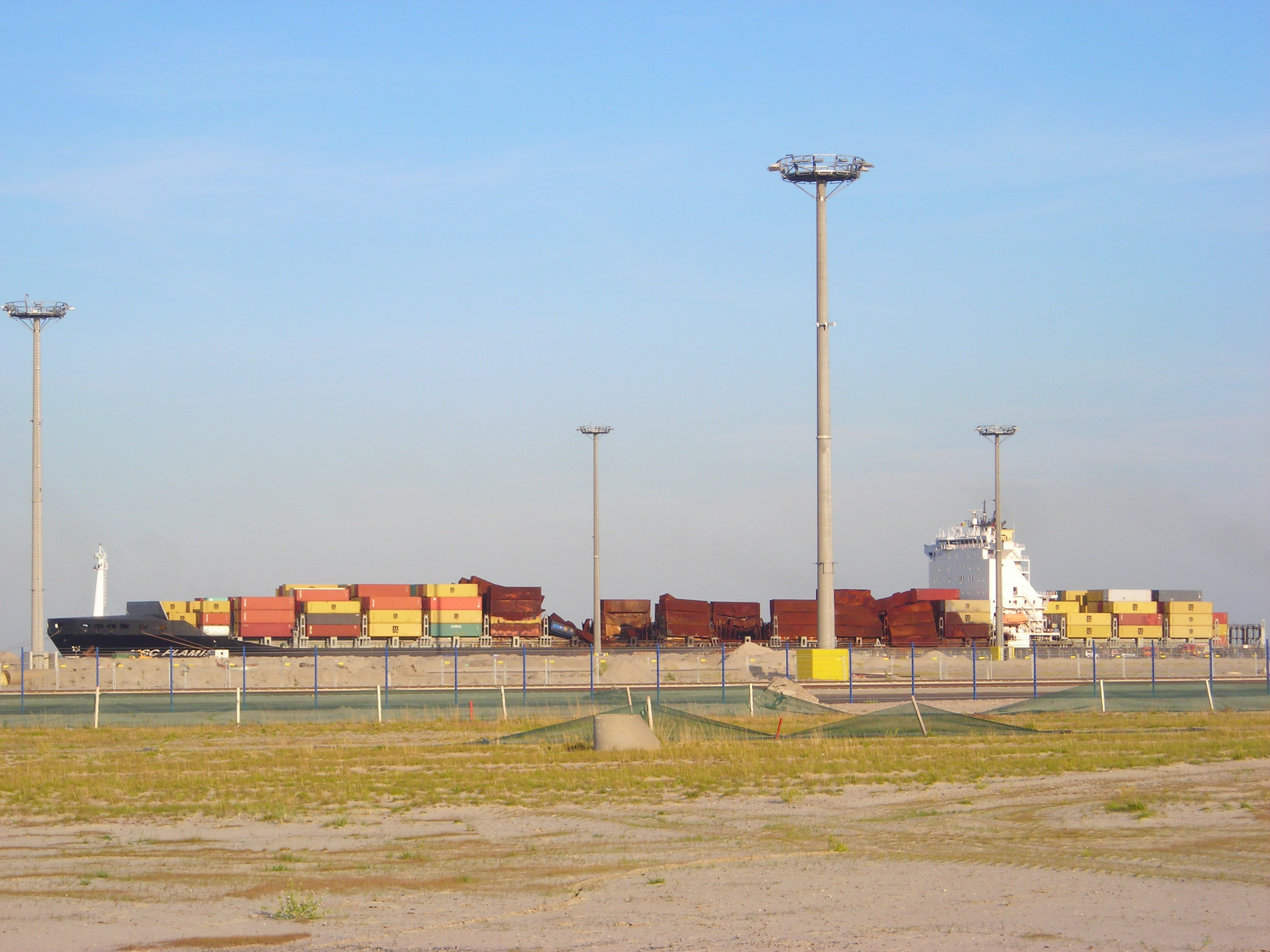
Die beschädigte MSC Flaminia nach ihrer Ankunft im JadeWeserPort

Die Reederei erhielt schließlich am 21. August die Genehmigung, das Schiff in deutsche Gewässer schleppen zu lassen. Zuvor hatten Expertenteams aus Frankreich, England und den Niederlanden die Stabilität des Schiffes überprüft und waren zu der Überzeugung gelangt, dass es keine Brände mehr gab. Am 8. September erreichte das Schiff seine geplante Warteposition auf der Tiefwasserreede westlich von Helgoland. Am 9. September wurde es nach Wilhelmshaven zum neuen JadeWeserPort geschleppt. Dort wurde nach dem Verbleib des vermissten Seemanns geforscht und das kontaminierte Löschwasser abgepumpt.
Es stellte sich heraus, dass es zu diesem Zeitpunkt noch immer Glutnester an Bord gab, so dass die Wilhelmshavener Feuerwehr in der Nacht auf Mittwoch, den 12. September, alarmiert werden musste, weil ein Container von innen heraus zu glühen begonnen hatte. Laut Havariekommando befanden sich eine Reihe von Containern mit Papier und Wolle an Bord, von deren Inhalt eine Brandgefahr ausgegangen sei. Die letzten Glutnester im Inneren von mit Holz und Papier beladenen Containern konnten erst Ende Oktober 2012 gelöscht werden.

#### Ladung
Am 31. August veröffentlichte Le Monde, dass die MSC Flaminia rund 40 Tonnen PCB-haltiges Altöl geladen habe. Dies gehe aus einer fünf Seiten langen Gefahrgutliste der französischen Umweltorganisation Robin des Bois hervor, die von der zuständigen französischen Seepräfektur (Préfecture maritime) als gut bezeichnet worden war. Das Altöl stamme aus Transformatoren, sei für eine Wiederaufbereitungsanlage der Firmengruppe Trédi (eine Tochtergruppe von Séché Environnement) in Frankreich bestimmt gewesen und hätte in Le Havre angelandet werden sollen. Trédi zufolge sei der Transport korrekt und konform zum Basler Übereinkommen.
Laut dem Artikel in Le Monde sind unter anderem Dioxan, Isopropylamin und das explosive Nitromethan weitere Gefahrstoffe in der Ladung. Bei der Havarie sei gut die Hälfte der 2876 Container zerstört oder beschädigt worden.
Nach Angaben der Reederei waren 151 Container der Ladung als Gefahrgut deklariert. Die Ladeliste enthielt laut Radio Bremen 149 Container mit giftigen, brennbaren oder ätzenden Stoffen. Sie sei am 30. August 2012 veröffentlicht worden. Laut Spiegel Online ist die Ladeliste jedoch nach wie vor unter Verschluss. Sie sei den Havarieexperten in Wilhelmshaven zwar bekannt, dürfe aber nur mit Zustimmung der Reederei veröffentlicht werden.

#### Entladung
Nachdem die MSC Flaminia am 9. September 2012 im JadeWeserPort festgemacht hatte, begannen die Vorbereitungen zur Entladung. Am 18. September 2012 meldete Radio Bremen, dass ein Entladungskonzept des Germanischen Lloyds vorliege. Um die Stabilität des Schiffes zu gewährleisten, wurden gleichermaßen Container entladen und Löschwasser abgepumpt. Die Container, bei denen eine erhöhte Temperatur festgestellt wurde, hatten Vorrang. Danach folgten die Container mit Gefahrgut. Nach Untersuchungen des Havariekommandos vom 18. September und dem neuerlichen Abgleich zwischen der Ladungsliste, dem Stauplan und der Gefahrgutliste erhöhte sich deren Zahl auf 153. Die beiden zusätzlichen Container enthielten Fahrzeugteile und Kosmetikartikel. 
Die Entladung des Frachters begann am 27. September 2012. Zunächst wurden 80 unbeschädigte Container von Bord geholt, die teilweise Gefahrgut enthielten. Anschließend sollten beschädigte Container von Bord geholt werden. Dafür wurden Transport- und Reinigungswannen zum Teil am Liegeplatz angefertigt. Am 18. Dezember 2012 war die Entladung beendet. Von den 2876 geladenen Containern waren 153 Gefahrgut-Container, davon waren 57 intakt, 24 durch Rauch oder Hitze beschädigt und 72 zerstört. Letztere wurden vor Ort entsorgt. Das noch an Bord befindliche Löschwasser musste gereinigt werden, blieb aus Stabilitätsgründen aber an Bord. Bevor das Schiff zur Reparatur in Rumänien am 18. März 2013 Wilhelmshaven verließ, wurde Ende Februar 2013 mit dem Abpumpen des verunreinigten Löschwassers begonnen.

#### Politische Diskussion um die Bergung des Schiffes
Das Vereinigte Königreich verhinderte die Durchfahrt des Schiffes durch seine Küstengewässer zunächst mit strengen Auflagen. Die britische Maritime and Coastguard Agency (MCA) verbot den Plan der Bergungsfirma Smit Salvage, den Frachter in einer Entfernung von 30 sm vor der britischen Küste zu entladen, was mehrere Monate gedauert hätte. Die MCA setzte durch, dass der Havarist von der britischen Küste weggeschleppt wurde. Auch Frankreich hatte es mit dem Verweis auf ein zu hohes Umweltrisiko abgelehnt, dass die MSC Flaminia in einen seiner Häfen geschleppt wird.
Noch bevor das Schiff die deutsche Küste erreichte, sorgte der Plan des Havariekommandos in Deutschland für politische Diskussionen. Der niedersächsische Umweltminister Stefan Birkner (FDP) sagte, er verlasse sich auf das Urteil der Spezialisten der Reederei, dass das Schiff schwimmfähig und die Außenhülle intakt sei. Das Havariekommando gehe von maximal 150 Gefahrgutcontainern auf dem Schiff aus. Maike Schaefer (Grüne Bremen) forderte Informationen darüber, was sich in den Gefahrgutcontainern befindet und welche Risiken mit der Bergung verbunden seien. Kreszentia Flauger (Die Linke Niedersachsen) hielt es für einen Skandal, dass der Inhalt der Container nicht bekannt sei.
Die Umweltorganisation Greenpeace forderte, das Schiff solle, statt es durch das Wattenmeer zu schleppen, in einen Nothafen gebracht werden, wie im EU-Sicherheitskonzept vorgesehen. Als „eine Riesensauerei“ bezeichnete der Chef des Tourismusverbands Nordsee das Einschleppen des Schiffes durch das Wattenmeer. Die EU-Richtlinien würde die anderen Länder verpflichten, das Schiff aufzunehmen. Der Bürgermeister Varels, Gerd-Christian Wagner (SPD), gleichzeitig zweiter Vorsitzender der Schutzgemeinschaft Deutsche Nordseeküste, warnte davor, dass das Wattenmeer zur „Müllkippe für havarierte Frachter“ verkomme.
Die Fischereiverbände vermissten klare Haftungsregeln in der Handelsschifffahrt. Unfälle mit Gefahrguttransporten führten schnell zu Umweltkatastrophen und Fischer müssten dann um ihre Existenz bangen.

#### Ermittlungen zur Unfallursache und gerichtliche Würdigung
An den Ermittlungen und dem Bergen der Container waren Beamte der Wasserschutzpolizei Stade, Vertreter der Bundesstelle für Seeunfalluntersuchung (BSU) und des Havariekommandos beteiligt. Die zuständige Staatsanwältin und Polizeibeamte sicherten an Bord u. a. die Daten der schiffseigenen Rechneranlage.
Die Staatsanwaltschaft Hamburg prüfte, ob Straftaten begangen wurden, und führte ein Ermittlungsverfahren wegen fahrlässiger Tötung durch.
Am 28. Februar 2014 hat die Bundesstelle für Seeunfalluntersuchung ihren Untersuchungsbericht zum sehr schweren Seeunfall MSC Flaminia vorgelegt. Aufgrund der Schäden im Entstehungsbereich des Brandes kann dessen genaue Ursache nicht mehr festgestellt werden. Es ist jedoch davon auszugehen, dass chemische Prozesse in der Ladung zu dem Brand geführt haben. Dafür werden mehrere Möglichkeiten identifiziert, wie verschiedene Gefahrgüter sich entzündet haben können.
Im Sommer 2023 hat ein United States Court of Appeals die im Bereich des Chemikalien-Transports tätige Firma Stolt-Nielsen in zweiter Instanz für das Entstehen des Schadens verantwortlich gemacht. Damit wurde ein Urteil des U.S. Southern District of New York Court von 2018 bestätigt, wonach die Firma von den Risiken der versandten Chemikalien hohe Temperaturen zu entwickeln gewusst habe. Stolt-Nielsen erwägt weitere Schritte gegen das Urteil.

#### Weitere Bergung und Reparatur
Die Bergung der Gefahrgüter und das Abpumpen des Löschwassers wurden bis zum 8. März 2013 abgeschlossen. Am 15. März 2013 verließ die MSC Flaminia nach mehreren Verzögerungen Wilhelmshaven, um in einer Werft im rumänischen Mangalia instand gesetzt zu werden. Dieses Vorhaben scheiterte, nachdem die rumänischen Behörden dem Reeder und der Bundesrepublik Deutschland illegale Müllentsorgung vorgeworfen hatten. Die Entsorgung der noch im Schiff befindlichen Ladungsreste und großer Mengen Schrotts (weitere, z. T. intakte Container, die sich unterhalb der durch den Brand geschmolzenen Ladung befanden und unter anderem Edelstahl und Marmor enthielten) wurde daraufhin neu ausgeschrieben und an das dänische Unternehmen vergeben, das zuvor schon über 30.000 Tonnen kontaminierten Löschwassers, das bei den Löscharbeiten in Wilhelmshaven angefallen war, entsorgt hatte. Anfang November verließ das Schiff daraufhin Rumänien und erreichte am 22. November den Hafen von Aarhus. Dort wurden Teile des Schrotts aus dem Schiff entfernt, um den Tiefgang zu verringern, bevor das Schiff für die weitere Entsorgung von Ladungsresten und Schrott bei der Fayard-Werft in Odense gedockt werden konnte. Nach Beendigung dieser Arbeiten kehrte das Schiff nach Rumänien zurück, um auf der Daewoo-Werft in Mangalia repariert zu werden. Dabei wurde die bei dem Brand schwer beschädigte Mittelsektion des Rumpfes herausgeschnitten und ersetzt.

### Modernisierung und Wiederinbetriebnahme
Während der Werftliegezeit wurde das Schiff modernisiert. Dabei wurden Teile der Aufbauten und die komplette elektrische Anlage ersetzt. Die MSC Flaminia erhielt außerdem einen anderen Propeller, und der Wulstbug wurde verändert, um bis zu zwölf Prozent Kraftstoff zu sparen. Im Juli 2014 kam das mittlerweile unter die Flagge von Malta gebrachte Schiff wieder in Fahrt. Es wurde weiter im Liniendienst der Reederei MSC eingesetzt. Seit 2021 fährt das Schiff als CMA CGM San Francisco in Charter der französischen Reederei CMA CGM.